# SN 2001fg
SN 2001fg – supernowa typu Ia odkryta 15 października 2001 roku w galaktyce A211245-0052. Jej maksymalna jasność wynosiła 19,20m.